# Гипотеза Лежандра

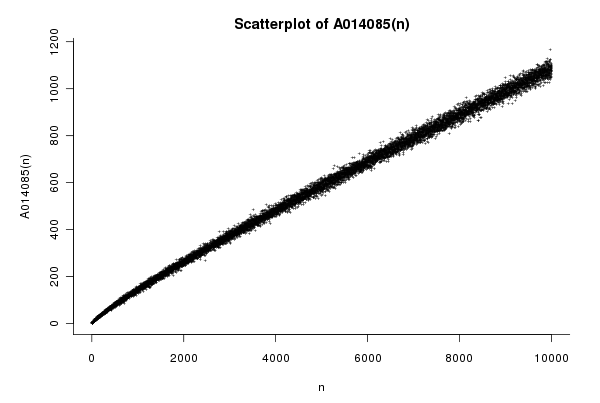
График количества простых чисел между n^{2} и (n + 1)^{2}

Гипо́теза Лежа́ндра (3-я пробле́ма Ланда́у) — математическая гипотеза из семейства результатов и гипотез относительно интервалов между простыми числами, согласно которой для любого натурального {\displaystyle n} существует простое число между {\displaystyle n^{2}} и {\displaystyle (n+1)^{2}}. Является одной из проблем Ландау. Сформулирована Лежандром в 1808 году, по состоянию на 2025 год ни доказана, ни опровергнута.

## Промежутки простых чисел
Из теоремы о распределении простых чисел следует, что число простых чисел между {\displaystyle n^{2}} и {\displaystyle (n+1)^{2}} асимптотически стремится к {\displaystyle n/\ln n}. Поскольку это число растёт при росте {\displaystyle n}, это даёт основания для гипотезы Лежандра.
Если гипотеза верна, интервал между любым простым {\displaystyle p} и следующим простым всегда должен быть порядка {\displaystyle O({\sqrt {p}})}, как выражено в {\displaystyle O}-нотации. Две более сильные гипотезы — гипотеза Андрицы и гипотеза Оппермана — предполагают то же самое поведение интервалов. Гипотеза не даёт решение гипотезы Римана, но усиливает одно из следствий в случае верности гипотезы.
Если верна гипотеза Крамера (о том, что промежутки имеют порядок {\displaystyle (\log p)^{2}}), то гипотеза Лежандра будет следовать из неё для достаточно больших {\displaystyle n}. Крамер также показал, что из гипотезы Римана вытекает более слабая граница {\displaystyle O({\sqrt {p}}\log p)} размера наибольшего интервала между простыми числами.
Контрпример в районе 1018 должен был бы иметь интервал в 50 миллионов раз больше среднего интервала.
Из гипотезы Лежандра следует, что по меньшей мере одно простое может быть найдено в каждой половинке оборота спирали Улама.

## Частичные результаты
В начале 2000-х годов установлено, что существует простое число в интервале {\displaystyle [x,\,x+O(x^{21/40})]} для всех больших {\displaystyle x}.
Таблица максимальных интервалов простых чисел показывает, что гипотеза выполняется до {\displaystyle n^{2}=4\cdot 10^{18}}.
Было доказано, что для бесконечного количества чисел {\displaystyle n\in \mathbb {N} } выполняется
{\displaystyle \left\lfloor {\frac {1}{2}}\left({\frac {(n+1)^{2}}{\log(n+1)}}-{\frac {n^{2}}{\log n}}\right)-{\frac {(\log n)^{2}}{\log \log n}}\right\rfloor \leq \pi \left((n+1)^{2}\right)-\pi \left(n^{2}\right),}
где {\displaystyle \pi } — функция распределения простых чисел.